# Thauvenay
Thauvenay település Franciaországban, Cher megyében. Lakosainak száma 319 fő (2022. január 1.). Thauvenay Couargues, Ménétréol-sous-Sancerre, Saint-Bouize, Sancerre, Vinon és Tracy-sur-Loire községekkel határos.

## Népesség
A település népessége az elmúlt években az alábbi módon változott:
| Lakosok száma | 255  | 274  | 295  | 337  | 344  | 338  | 332  | 327  | 325  | 319  |
|               | 1968 | 1982 | 1990 | 2006 | 2013 | 2015 | 2017 | 2019 | 2020 | 2022 |